# 梅克倫堡-居斯特羅的路易絲
梅克倫堡-居斯特羅的路易絲（1667年8月28日—1721年3月15日）是一位丹麥和挪威王后，弗雷德里克四世的第一任妻子，1699年至1721年在位。

## 家庭
1695年，路易絲與丹麥國王克里斯蒂安五世的長子弗雷德里克（日後的弗雷德里克四世）結婚，兩人共有2子1女：
1. 克里斯蒂安（1699年—1746年）
2. 格奧爾格（1703年—1704年），夭折
3. 夏洛特·阿瑪莉埃（1706年—1782年）